# Dream on Dreamer
Dream On Dreamer è un album del gruppo musicale olandese degli Shocking Blue pubblicato nel 1973.

## Tracce
1. Time Slips Away – 2:25
2. Dowee Dowee – 2:44
3. So Far from Home – 2:10
4. Take Your Time – 2:10
5. A Little Bit of Heaven – 2:31
6. Now He's Gone – 2:13
7. Diana in Her Dreams – 3:00
8. Just a Song – 2:24
9. In My Time of Dyin' – 3:38
10. Wild Rose – 2:32
11. Save Your Love – 2:50
12. Devil's Suite – 2:59